# 레오니드 마신
레오니트 표도로비치 먀신/레오니드 마신(Leonid Fyodorovich Myasin, 러시아어: Мясин, Леонид Фёдорович, 프랑스어: Léonide Massine, 1896년 8월 9일, 모스크바~1979년 3월 15일 쾰른)은 러시아 안무가, 발레 무용가이다. 그는 모스크바에 있는 볼쇼이 연극원에서 공부하였다. 1915년부터 1921년까지 그는 세르게이 디아길레프가 대표인 발레 루스의 수석 안무가로 지냈다. 발레단 최초의 남성 스타인 바슬라프 니진스키가 발레단을 떠난 후, 마신은 니진스키의 역할을 맡아 유망한 남성 스타가 되었다.
디아길레프의 죽음 이후, 발레 루스의 사실상 와해되자, 마신은 몬테카를로 발레루스에 소속되어 발레의 세계를 재생시키는데 힘썼다.
마신은 파웰과 프레스버거(Pressburger)의 발레 영화 두편 - 《붉은신》(1948)과 《호프만의 이야기》(1951)에 출연하였고, 파웰의 후기 영화인 《Luna de Miel》(1959)에도 출연하였다.
마신은 서독의 쾰른에서 82세에 별세했다.